# Epipactis nordeniorum
Epipactis nordeniorum är en orkidéart som beskrevs av Karl Robatsch. Epipactis nordeniorum ingår i släktet knipprötter, och familjen orkidéer. IUCN kategoriserar arten globalt som sårbar. Inga underarter finns listade i Catalogue of Life.